# Georg II Rákóczy
Georg II Rákóczy (Rákóczi), född 30 januari 1621 i Sárospatak, död 7 juni 1660 i Oradea, var en ungersk adelsman. Han var son till Georg I Rakoczy och furste av Siebenbürgen.
Georg valdes 16 februari 1642 till furste av Siebenbürgen och efterträdde 11 oktober 1648 sin far som furste. Kort därefter inblandades han i 
Karl X Gustavs polska krig, på Karl X Gustavs sida. Den svenske kungen sände G. Wellingk och G. Sternbach som förhandlare till Siebenbürgen. Georg sände i sin tur C. Schaum, N. Jakabfalvi och Fr. Sebessi till Karl X Gustav. Turkiet hotade och ville till varje pris hindra Georg från att delta i kriget, men han lockades av hoppet om Polens tron och ryckte i slutet av januari 1657 in som Sveriges bundsförvant i Polen i spetsen för en armé om 30 000 man. Han intog Krakau och anslöt sig 18 april 1657 till den svenska armén. Den förenade armén intog Brzesc Litowsk 13 maj, men kort därefter vände sig Karl X Gustav med huvuddelen av den svenska styrkan mot Danmark, och endast en mindre avdelning under Gustaf Otto Stenbock kvarlämnades hos Georg. De bägge fältherrarna tvingade 9 juni Warschau att kapitulera, men skildes åt 23 juni, då Stenbock på Karl X Gustavs order tågade mot Danmark och Georg påbörjade återtåget till Siebenbürgen.
Han hade då lämnats av kosackerna, som dittills varit hans allierade, och förföljdes av polackerna, vilket innebar att han blev omringad och enbart på hårda villkor kunde köpa sig fri. Samtidigt togs omkring 10 000 man ur hans armé, under Janos Kemény, till fånga av tatarer som Turkiet skickat mot honom. Detta krig orsakade stora lidanden för Siebenbürgen. Sultanen avsatte Georg och satte i början av 1658 Frans Rhédey i hans ställe som furste. När Georg en kort tid därefter tvingade denne att avsäga sig sin furstevärdighet, skickade sultanen storvesiren Muhammed Köprili och tatarerna mot Siebenbürgen, och dessa härjade landet i landet och 100 000 av invånarna dödades eller förde bort i fångenskap. Ständerna valde därefter den av Turkiet rekommenderade Achatius Barcsay till furste och tvingades höja den årliga tributen till turkarna från 15 000 till 50 000 thaler. När Barcsay skulle driva in denna summa, uppstod stort missnöje. Georg utnyttjade denna situation och ryckte in i landet med sina ungerska trupper och lät i slutet av september 1659 välja sig till furste. Därpå angrep han Barcsay och turkarna, men blev av turkarna slagen vid Gyalu 22 maj 1660 och tvingades fly till Nagy-Várad där han, svårt sårad, avled några veckor därefter.
Till skillnad från sin far Georg I, som hade stora mål och förde en praktisk politik, karaktäriserades Georg II:s livsgärning av personlig ärelystnad. 
Georg II gifte sig 1643 med Sophia Báthory, som var enda arvinge till den stora báthoryska förmögenheten.